# ヴァリハ

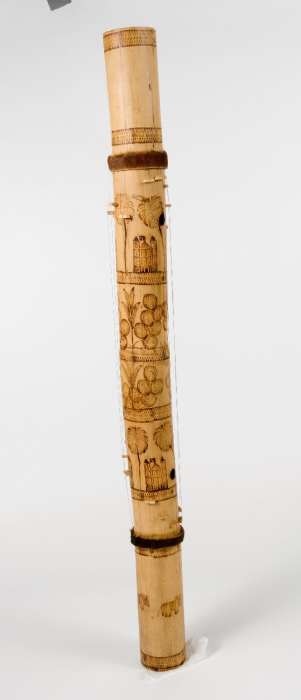
ヴァリハ

ヴァリ（マダガスカル語: Valiha 最後のhaは発音しない）は、マダガスカルの民族楽器の一つ。伝統的には、竹筒の周りに弦を張った撥弦楽器である（#形態）。両手で縦に抱え、両手の指で爪弾く。近現代以後、スチール弦の使用などの改良や発展により、いくつかの派生楽器が生まれている（#ヴァリ・マルヴァニ）。

## 形態
ヴァリは、伝統的には、竹筒を共鳴器に、その表皮を弦にした楽器である。竹筒の軸に対して平行な切れ込みを2本、細く入れて表皮を薄く剥ぎ、両端を駒に相当する材で持ち上げて張力を持たせて弦にする。弦の長さをさまざまに変えて音階も作る。演奏者は着座し、膝の上にヴァリを立て、両手で抱えて指で爪弾く。伝統的なヴァリはハープに似る繊細な音色を奏でる（演奏例1）。マダガスカル島をフィールドにする民俗学者の飯田卓などは、伝統的なヴァリを「竹ハープ」と紹介する。弦にスチールを用いた場合の音色はツィターに似る（演奏例2）。
民族音楽学又は楽器分類学では、このタイプの楽器を「筒型ツィター」（tube zither）と呼ぶ。筒型ツィターは、島嶼部及び大陸部東南アジア、メラネシアなどで用いられており（cf. ササンドゥ）、ヴァリはこの種の民具としてはもっとも西方に見られるものである。ヴァリは、マダガスカル人のルーツの一つがマダガスカル島から遠く離れた島嶼部東南アジアにあるという仮説をサポートする有力な証拠の一つとなっている。
伝統的なヴァリを制作するために用いる竹の種類は、マダガスカルの固有種（endemic）である。1998年に属レベルで新属であることが確認され、論文発表された。新属の学名は楽器のヴァリから、Valiha （ヴァリ属）と名づけられ、楽器に用いられる竹の種類の学名は V. diffusa とされた。ただし、2000年代後半の時点で、ヴァリに用いられる竹は、V. diffusa よりも節間の長さがより長い、別種の竹が用いられることが多くなっている。
1960年代にフォークアンサンブルのニ・アンツァリ(Ny Antsaly（英語版））により、国際的に知られることとなった。現代ではラゼリ（Rajery（英語版））等が世界的な公演を行っている。

## ヴァリ・マルヴァニ

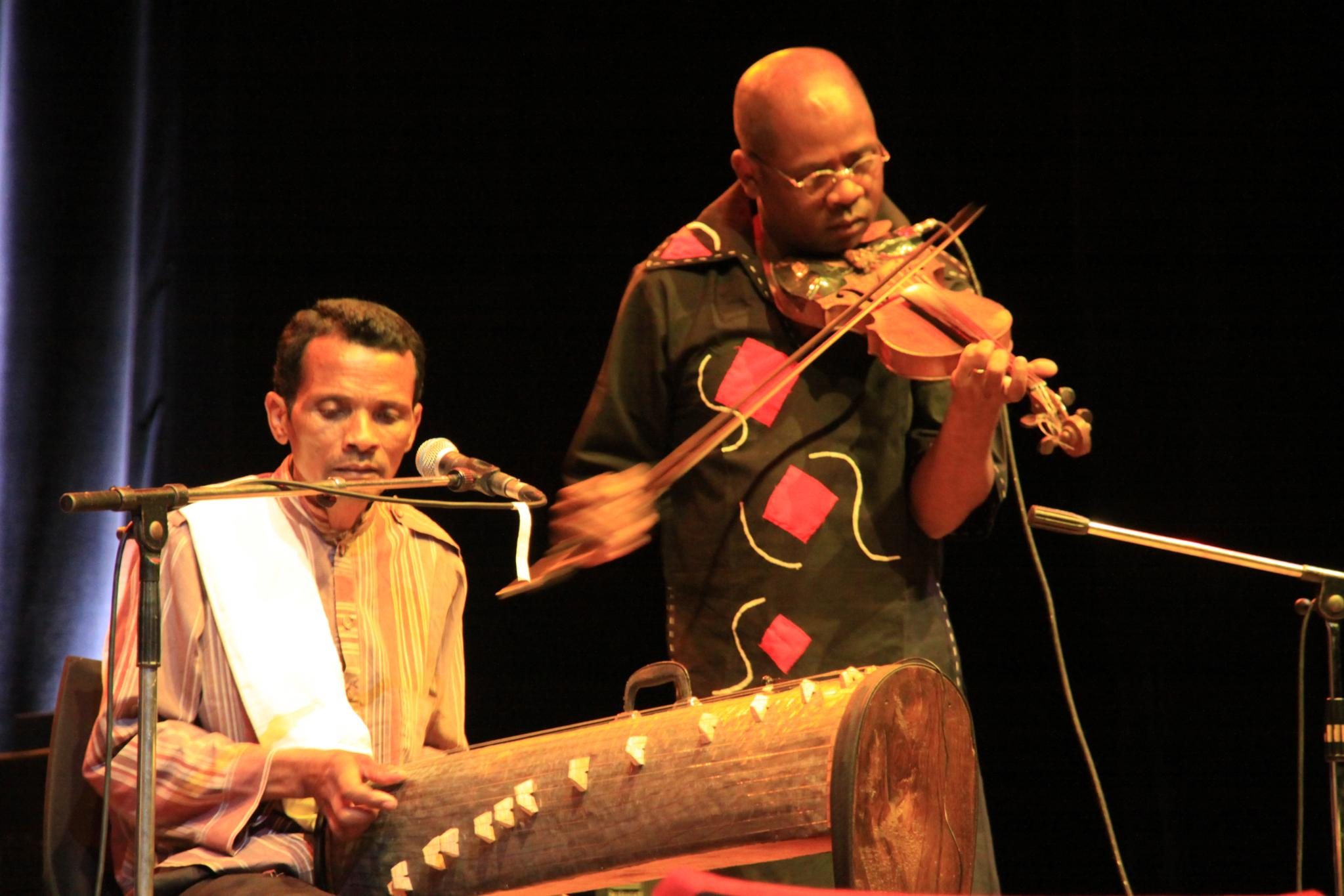
ヴァイオリンと共に演奏されるマルヴァニ

20世紀のヴァリは、「マダガスカルのロバート・ジョンソン」と呼ばれる伝説的なヴァリの名手、ラクトゥザフィ（Rakotozafy, 1933 - 1974）を得た:531。ラクトゥザフィは、ヴァリの共鳴筒を大型化し、スチール弦を左右に24本張るといった改良を加えることもした。ラクトゥザフィ手製のヴァリの共鳴器は、舟形の箱に蒲鉾形の蓋を付けたような形状であり、その左右の側部に張られた12本ずつの弦は、異なる音階を奏でるように調律されていた。ラクトゥザフィが演奏したタイプのヴァリは、ヴァリ・マルヴァニと呼ばれている:531。
ラクトゥザフィの最期は、息子を誤って殺して刑務所の中で死んだとも、酒の飲みすぎで死んだとも伝えられているが、彼の音楽はマダガスカルの伝統音楽のリバイバルに決定的な影響を与えたとされている:531。1990年代末にはイギリスのアート・ロック・ミュージシャン、パディ・ブッシュ（ケイト・ブッシュの兄）が、ラクトゥザフィの音楽とヴァリに焦点を当てたドキュメンタリー映画、Like a God When He Plays を製作し、マダガスカル国外にもヴァリの魅力を伝えた。

## ルカング・ヴアタヴ、ゼゼ
マダガスカル北西部（サカラヴァ地方）やマヨット、コモロ、並びにこれらのアフリカ大陸側対岸部においては、箱型あるいは板型の共鳴器にスチール製のワイヤ、例えば、自転車のブレーキワイヤなどを、1本ないし2本張った簡易型のヴァリが普及している:505。「ルカング・ヴアタヴ」（lokango voatavo）は、これのサカラヴァ地方での呼び名である。なお、「ルカンガ・ヴアタヴ」というのは西海岸訛り風の読みである。
簡易型のヴァリハは、マヨットとコモロでは、ゼゼ（ndzendze）と呼ばれる:505。ゼゼはコモロの民族楽器であると考えられており:505、「コモロのシタール」と紹介されることもあるが、少なくとも外部の民族音楽学者や愛好家からはヴァリから派生した楽器として認識されている:505。ゼゼ（ndzendze）はモザンビーク海峡を挟んで対岸のアフリカ大陸沿岸部では、ゼゼないしツェツェ（zeze, tsetse）と呼ばれる。ゼゼには、"Soubi" のニックネームで知られる Athoumane Soubira (1957- ) のような名手がいる:505。